# MTV Movie Award al miglior bacio
L'MTV Movie Award per il miglior bacio (MTV Movie Award for Best Kiss) è un premio cinematografico statunitense assegnato annualmente dal 1992.
In cinque edizioni sono stati premiati baci tra attori maschi (nel 2002 Jason Biggs e Seann William Scott per American Pie 2, nel 2006 Jake Gyllenhaal e Heath Ledger per I segreti di Brokeback Mountain, nel 2007 Will Ferrell e Sacha Baron Cohen per Ricky Bobby - La storia di un uomo che sapeva contare fino a uno, nel 2017 Ashton Sanders e Jharrel Jerome per Moonlight e nel 2018 Keiynan Lonsdale e Nick Robinson per Tuo, Simon) e una sola volta un bacio tra attrici (nel 2000 Sarah Michelle Gellar e Selma Blair per Cruel Intentions - Prima regola non innamorarsi).

## Vincitori e candidati
I vincitori sono indicati in grassetto, a seguire gli altri candidati.

### Anni 1992-1999
- 1992: Anna Chlumsky e Macaulay Culkin - Papà, ho trovato un amico (My Girl)
  - Anjelica Huston e Raúl Juliá - La famiglia Addams (The Addams Family)
  - Annette Bening e Warren Beatty - Bugsy
  - Juliette Lewis e Robert De Niro - Cape Fear - Il promontorio della paura (Cape Fear)
  - Priscilla Presley e Leslie Nielsen - Una pallottola spuntata 2½ - L'odore della paura (The Naked Gun 2½: The Smell of Fear)
- 1993: Christian Slater e Marisa Tomei - Qualcuno da amare (Untamed Heart)
  - Pauline Brailsford e Tom Hanks - Ragazze vincenti (A League of Their Own)
  - Michelle Pfeiffer e Michael Keaton - Batman - Il ritorno (Batman Returns)
  - Winona Ryder e Gary Oldman - Dracula di Bram Stoker (Bram Stoker's Dracula)
  - Woody Harrelson e Wesley Snipes - Chi non salta bianco è (White Men Can't Jump)
  - Rene Russo e Mel Gibson - Arma letale 3 (Lethal Weapon 3)
- 1994: Demi Moore e Woody Harrelson - Proposta indecente (Indecent Proposal)
  - Patricia Arquette e Christian Slater - Una vita al massimo (True Romance)
  - Kim Basinger e Dana Carvey - Fusi di testa 2 - Waynestock (Wayne's World 2)
  - Jason James Richter e Willy - Free Willy - Un amico da salvare (Free Willy)
  - Winona Ryder e Ethan Hawke - Giovani, carini e disoccupati (Reality Bites)
- 1995: Lauren Holly e Jim Carrey - Scemo & più scemo (Dumb & Dumber)
  - Julie Delpy e Ethan Hawke - Prima dell'alba (Before Sunrise)
  - Juliette Lewis e Woody Harrelson - Assassini nati - Natural Born Killers (Natural Born Killers)
  - Sandra Bullock e Keanu Reeves - Speed
  - Jamie Lee Curtis e Arnold Schwarzenegger - True Lies
- 1996: Natasha Henstridge e Matthew Ashford - Specie mortale (Species)
  - Antonio Banderas e Salma Hayek - Desperado
  - Sophie Okonedo e Jim Carrey - Ace Ventura - Missione Africa (Ace Ventura: When Nature Calls)
  - Winona Ryder e Dermot Mulroney - Gli anni dei ricordi (How to Make an American Quilt)
  - Aitiana Sanchez-Gijon e Keanu Reeves - Il profumo del mosto selvatico (A Walk in the Clouds)
- 1997: Vivica A. Fox e Will Smith - Independence Day
  - Claire Danes e Leonardo DiCaprio - Romeo + Giulietta di William Shakespeare (William Shakespeare's Romeo + Juliet)
  - Gina Gershon e Jennifer Tilly - Bound - Torbido inganno (Bound)
  - Kyra Sedgwick e John Travolta - Phenomenon
  - Christine Taylor e Christopher Daniel Barnes - A Very Brady Sequel
- 1998: Adam Sandler e Drew Barrymore - Prima o poi me lo sposo (The Wedding Singer)
  - Joey Lauren Adams e Carmen Llywellyn - In cerca di Amy (Chasing Amy)
  - Matt Damon E Minnie Driver - Will Hunting - Genio ribelle (Good Will Hunting)
  - Leonardo DiCaprio e Kate Winslet - Titanic
  - Kevin Kline e Tom Selleck - In & Out
- 1999: Gwyneth Paltrow e Joseph Fiennes - Shakespeare in Love
  - George Clooney e Jennifer Lopez - Out of Sight
  - Matt Dillon, Denise Richards e Neve Campbell - Sex Crimes - Giochi pericolosi (Wild Things)
  - Jeremy Irons e Dominique Swain - Lolita
  - Ben Stiller e Cameron Diaz - Tutti pazzi per Mary (There's Something About Mary)

### Anni 2000-2009
- 2000: Sarah Michelle Gellar e Selma Blair - Cruel Intentions - Prima regola non innamorarsi (Cruel Intentions)
  - Drew Barrymore e Michael Vartan - Mai stata baciata (Never Been Kissed)
  - Katie Holmes e Barry Watson - Killing Mrs. Tingle (Teaching Mrs. Tingle)
  - Hilary Swank e Chloë Sevigny - Boys Don't Cry
- 2001: Julia Stiles e Sean Patrick Thomas - Save the Last Dance
  - Jon Abrahams e Anna Faris - Scary Movie
  - Ben Affleck e Gwyneth Paltrow - Bounce
  - Tom Hanks e Helen Hunt - Cast Away
  - Anthony Hopkins e Julianne Moore - Hannibal
- 2002: Jason Biggs e Seann William Scott - American Pie 2
  - Nicole Kidman e Ewan McGregor - Moulin Rouge!
  - Mia Kirshner e Beverly Polcyn - Non è un'altra stupida commedia americana (Not Another Teen Movie)
  - Heath Ledger e Shannyn Sossamon - Il destino di un cavaliere (A Knight's Tale)
  - Renée Zellweger e Colin Firth - Il diario di Bridget Jones (Bridget Jones's Diary)
- 2003: Tobey Maguire e Kirsten Dunst - Spider-Man
  - Ben Affleck e Jennifer Garner - Daredevil
  - Nick Cannon e Zoe Saldana - Drumline - Tieni il tempo della sfida (Drumline)
  - Leonardo DiCaprio e Cameron Diaz - Gangs of New York
  - Adam Sandler e Emily Watson - Ubriaco d'amore (Punch-Drunk Love)
- 2004: Owen Wilson, Carmen Electra e Amy Smart - Starsky & Hutch
  - Charlize Theron e Christina Ricci - Monster
  - Keanu Reeves e Monica Bellucci - Matrix Reloaded (The Matrix Reloaded)
  - Jim Carrey e Jennifer Aniston - Una settimana da Dio (Bruce Almighty)
  - Shawn Ashmore e Anna Paquin - X-Men 2 (X2: X-Men United)
- 2005: Rachel McAdams e Ryan Gosling - Le pagine della nostra vita (The Notebook)
  - Natalie Portman e Zach Braff - La mia vita a Garden State (Garden State)
  - Gwyneth Paltrow e Jude Law - Sky Captain and the World of Tomorrow
  - Jennifer Garner e Natassia Malthe - Elektra
  - Elisha Cuthbert e Emile Hirsch - La ragazza della porta accanto (The Girl Next Door)
- 2006: Jake Gyllenhaal e Heath Ledger - I segreti di Brokeback Mountain (Brokeback Mountain)
  - Taraji P. Henson e Terrence Howard - Hustle & Flow - Il colore della musica (Hustle & Flow)
  - Anna Faris & Chris Marquette - Just Friends (Solo amici) (Just Friends)
  - Angelina Jolie e Brad Pitt - Mr. & Mrs. Smith
  - Rosario Dawson & Clive Owen - Sin City
- 2007: Will Ferrell e Sacha Baron Cohen - Ricky Bobby - La storia di un uomo che sapeva contare fino a uno (Talladega Nights: The Ballad of Ricky Bobby)
  - Cameron Diaz e Jude Law - L'amore non va in vacanza (The Holiday)
  - Columbus Short e Meagan Good - Stepping - Dalla strada al palcoscenico (Stomp the Yard)
  - Mark Wahlberg e Elizabeth Banks - Imbattibile (Invincible)
  - Marlon Wayans e Brittany Daniel - Quel nano infame (Little Man)
- 2008: Briana Evigan e Robert Hoffman - Step Up 2 - La strada per il successo (Step Up 2 the Streets)
  - Amy Adams e Patrick Dempsey - Come d'incanto (Enchanted)
  - Shia LaBeouf e Sarah Roemer - Disturbia
  - Ellen Page e Michael Cera - Juno
  - Daniel Radcliffe e Katie Leung - Harry Potter e l'Ordine della Fenice (Harry Potter and the Order of the Phoenix)

Kristen Stewart e Robert Pattinson sono stati premiati in quattro edizioni consecutive, dal 2009 al 2012, per i primi quattro episodi della serie di Twilight.

- 2009: Kristen Stewart e Robert Pattinson - Twilight
  - Angelina Jolie e James McAvoy - Wanted - Scegli il tuo destino (Wanted)
  - Freida Pinto e Dev Patel - The Millionaire (Slumdog Millionaire)
  - James Franco e Sean Penn - Milk
  - Paul Rudd e Thomas Lennon - I Love You, Man
  - Vanessa Hudgens e Zac Efron - High School Musical 3: Senior Year

### Anni 2010-2019
- 2010: Kristen Stewart e Robert Pattinson - The Twilight Saga: New Moon
  - Kristen Stewart e Dakota Fanning - The Runaways
  - Sandra Bullock e Ryan Reynolds - Ricatto d'amore (The Proposal)
  - Taylor Swift e Taylor Lautner - Appuntamento con l'amore (Valentine's Day)
  - Zoe Saldana e Sam Worthington - Avatar
- 2011: Kristen Stewart e Robert Pattinson - The Twilight Saga: Eclipse
  - Ellen Page e Joseph Gordon-Levitt - Inception
  - Emma Watson e Daniel Radcliffe - Harry Potter e i Doni della Morte - Parte 1 (Harry Potter and the Deathly Hallows: Part 1)
  - Kristen Stewart e Taylor Lautner - The Twilight Saga: Eclipse
  - Natalie Portman e Mila Kunis - Il cigno nero (Black Swan)
- 2012: Kristen Stewart e Robert Pattinson - The Twilight Saga: Breaking Dawn - Parte 1 (The Twilight Saga: Breaking Dawn - Part 1)
  - Emma Stone e Ryan Gosling - Crazy, Stupid, Love
  - Emma Watson e Rupert Grint - Harry Potter e i Doni della Morte - Parte 2 (Harry Potter and the Deathly Hallows: Part 2)
  - Jennifer Lawrence e Josh Hutcherson - Hunger Games (The Hunger Games)
  - Rachel McAdams e Channing Tatum - La memoria del cuore (The Vow)
- 2013: Jennifer Lawrence e Bradley Cooper - Il lato positivo - Silver Linings Playbook (Silver Linings Playbook)
  - Emma Watson e Logan Lerman - Noi siamo infinito (The Perks of Being a Wallflower)
  - Kara Hayward e Jared Gilman - Moonrise Kingdom - Una fuga d'amore (Moonrise Kingdom)
  - Kerry Washington e Jamie Foxx - Django Unchained
  - Mila Kunis e Mark Wahlberg - Ted
- 2014: Emma Roberts, Jennifer Aniston e Will Poulter - Come ti spaccio la famiglia (We're the Millers)
  - Jennifer Lawrence e Amy Adams - American Hustle - L'apparenza inganna (American Hustle)
  - Joseph Gordon-Levitt e Scarlett Johansson - Don Jon
  - James Franco, Ashley Benson e Vanessa Hudgens - Spring Breakers - Una vacanza da sballo (Spring Breakers)
  - Shailene Woodley e Miles Teller - The Spectacular Now
- 2015[1][2]: Ansel Elgort e Shailene Woodley - Colpa delle stelle (The Fault in Our Stars)
  - James Franco e Seth Rogen - The Interview
  - Andrew Garfield e Emma Stone - The Amazing Spider-Man 2 - Il potere di Electro (The Amazing Spider-Man 2)
  - Scarlett Johansson e Chris Evans - Captain America: The Winter Soldier
  - Rose Byrne e Halston Sage - Cattivi vicini (Neighbors)
- 2016[3]: Rebel Wilson e Adam DeVine - Pitch Perfect 2
  - Amy Schumer e Bill Hader - Un disastro di ragazza (Trainwreck)
  - Dakota Johnson e Jamie Dornan - Cinquanta sfumature di grigio (Fifty Shades of Grey)
  - Leslie Mann e Chris Hemsworth - Come ti rovino le vacanze (Vacation)
  - Margot Robbie e Will Smith - Focus - Niente è come sembra (Focus)
  - Morena Baccarin e Ryan Reynolds - Deadpool
- 2017: Ashton Sanders e Jharrel Jerome - Moonlight
  - Emma Stone e Ryan Gosling - La La Land
  - Emma Watson e Dan Stevens - La bella e la bestia (Beauty and the Beast)
  - Taraji P. Henson e Terrence Howard - Empire
  - Zac Efron e Anna Kendrick - Mike & Dave - Un matrimonio da sballo (Mike and Dave Need Wedding Dates)
- 2018[4]: Nick Robinson e Keiynan Lonsdale - Tuo, Simon (Love, Simon)
  - Gina Rodriguez e Justin Baldoni - Jane the Virgin
  - Olivia Cooke e Tye Sheridan - Ready Player One
  - KJ Apa e Camila Mendes - Riverdale
  - Finn Wolfhard e Millie Bobby Brown - Stranger Things
- 2019: Noah Centineo e Lana Condor - Tutte le volte che ho scritto ti amo (To All the Boys I've Loved Before)
  - Jason Momoa ed Amber Heard - Aquaman
  - Charles Melton e Camila Mendes - Riverdale
  - Ncuti Gatwa e Connor Swindells - Sex Education
  - Tom Hardy e Michelle Williams - Venom

### Anni 2020-2029
- 2021[5]: Chase Stokes e Madelyn Cline - Outer Banks
  - Jodie Comer e Sandra Oh - Killing Eve
  - Lily Collins e Lucas Bravo - Emily in Paris
  - Maitreyi Ramakrishnan e Jaren Lewison - Never Have I Ever
  - Regé-Jean Page e Phoebe Dynevor - Bridgerton
- 2022[6]: Poopies and the snake – Jackass Forever
  - Hunter Schafer e Dominic Fike – Euphoria
  - Lily Collins e Lucien Laviscount – Emily in Paris
  - Robert Pattinson e Zoë Kravitz – The Batman
  - Tom Holland e Zendaya – Spider-Man: No Way Home